# 德尔斐的驾车人

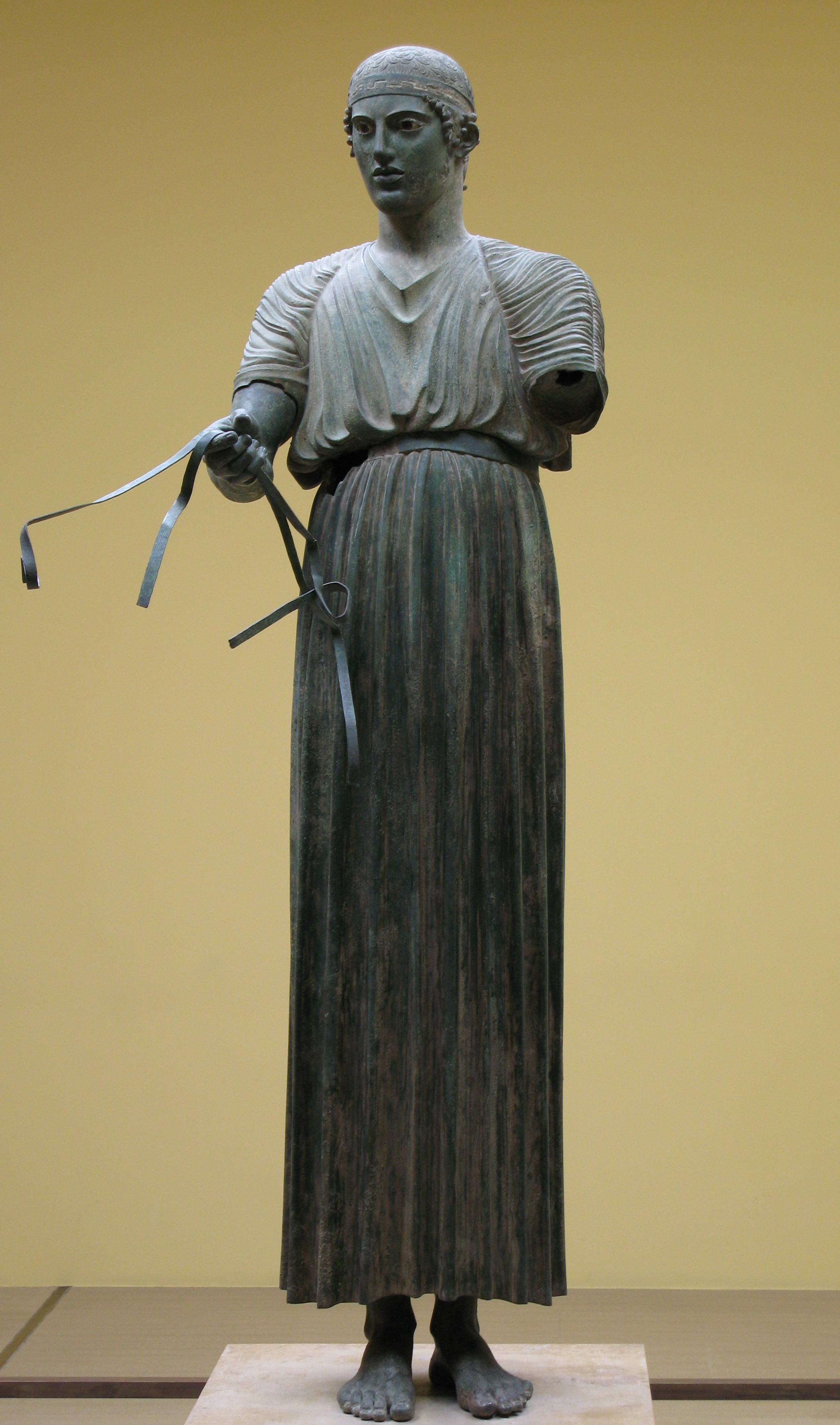
德尔斐的驾车人，现收藏于德尔斐博物馆

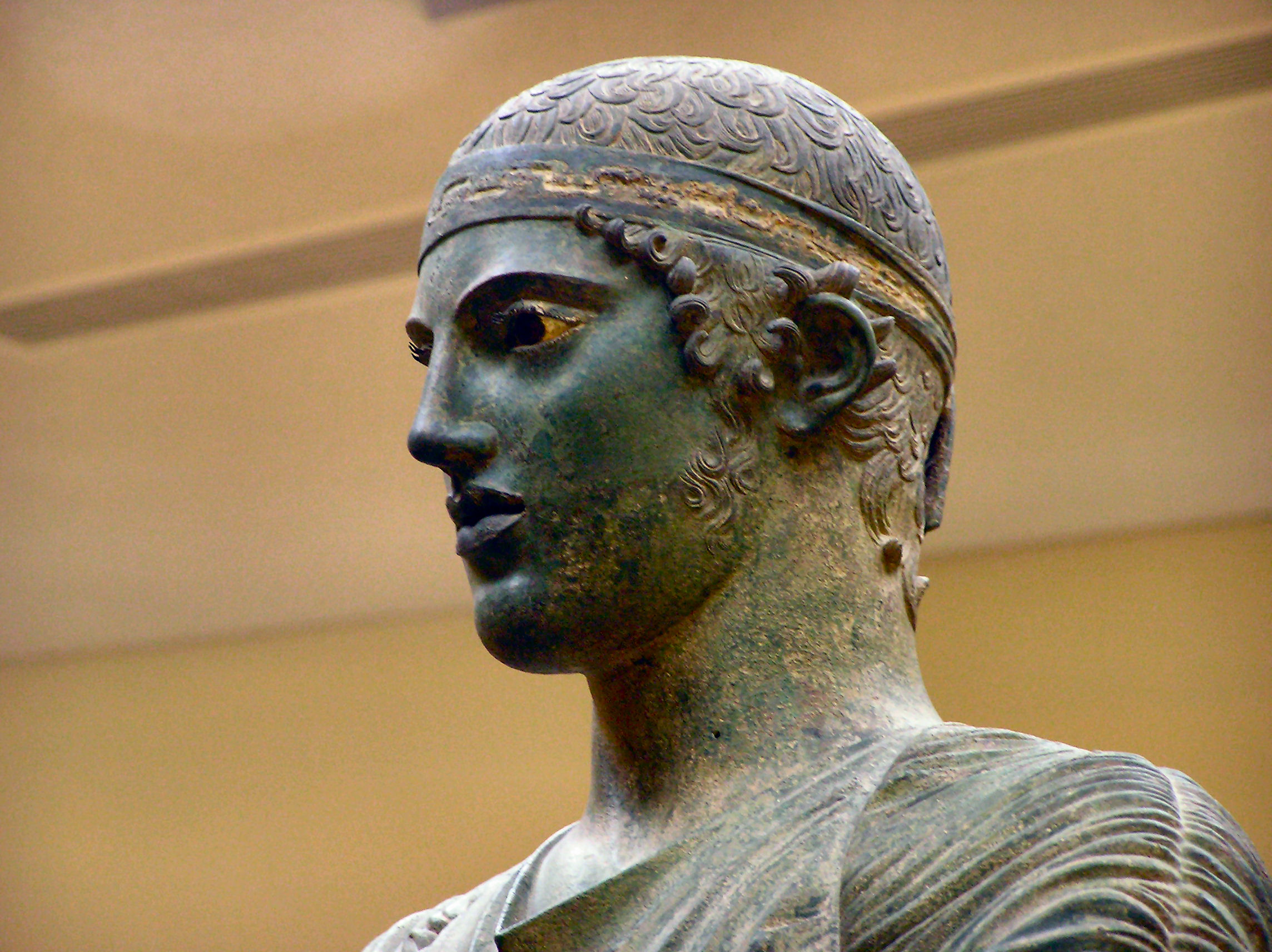

德尔斐的驾车人，也被称为驭手（希臘語：Ἡνίοχος）是一尊著名的古希腊雕像，也是古代世界青铜雕塑的典范。 1896年，考古学家在德尔斐的阿波罗神庙遗址处发现了这尊高约1.8米的青铜像。该铜像现藏于德尔斐考古学博物馆。

## 背景
这座雕像发现于希腊德尔斐，是为了纪念西西里岛的僭主波利扎罗斯和代表它的战车在公元前478年或公元前474年的两次皮提亚运动会中取得的某次胜利。作为泛希腊运动会的一种，皮提亚运动会在德尔斐举行，以纪念阿波罗的皮提亚。也有人认为，这座雕像实际上是为了纪念波利扎洛斯的兄弟希伦在同一场比赛中的胜利，是他在奥运会上获胜后的还愿行为。
驾车人属于一组群雕的一部分，群雕中包括战车、至少四匹马，可能还有两个马夫。考古人员在发掘驾车人的同时也挖出了几条马腿、一根马夫的胳膊和一些战车的配件，但马和车夫的主体部分已经不见踪影。这件杰作与在西西里岛生活和工作的雕塑家雷吉翁的毕达哥拉斯以及著名雕塑家卡拉米斯有关。与希腊本土的大多数城邦相比，西西里岛的城邦非常富裕，它们的统治者可以向众神提供最华丽的祭品，以及最好的马匹和车夫。然而，这尊雕像本身不太可能来自西西里岛。制作它的雕塑家名字不详，但根据驾车人的风格，人们认为这座雕像是在雅典铸造的。它的细节与比雷埃夫斯的阿波罗雕像有一定的相似之处，而这尊阿波罗雕像是在雅典铸造完成的。
雕像石灰岩底座上的铭文表明，它是由西西里岛的希腊城邦杰拉的僭主波利扎罗斯奉献的，以纪念帮助他赢得战车比赛的阿波罗。铭文以六步格书写，内容为：[...Π]ολύzetaαλος μ'ἀνέθηκ[ε... τ]ὸν ἄεϋ εὐόνυμ'Ἀπόλλ[ον]，经重建后为“波利扎罗斯奉献了我。 。 。 。使他繁荣昌盛，尊敬的阿波罗。”

## 雕塑概况
青铜是宝贵的原料，大多数古代的青铜雕像早已被熔化作为原材料，或被自然腐蚀，但德尔斐的驾车人雕像却幸存下来。考古人员发现它时，它被埋在德尔斐遗址的乱石下，这些巨石可能是从附近的山坡上滑下的，并在公元前373年摧毁了德尔斐神谕。20世纪，刚将其发掘出土时，该雕像整体呈现蓝色，这与希腊作家普鲁塔克对德尔斐斯巴达纪念碑的描述相关。据他的描述，该纪念碑具有“由于圣殿内空气的特殊性而呈现出不寻常的蓝色光泽的铜绿”。经过一个世纪暴露在室内环境后，驾车人整体已经变成绿色，只有躯干下部仍然保留着一些蓝色的残留。这尊雕像的左前臂和头部的一些细节缺失，嘴唇上的铜镶嵌物，银色的睫毛和头带也已经遗失，但除此之外，整尊雕像的保存情况非常好。该雕像是少数保留有镶嵌的玻璃眼睛的希腊青铜像之一。希腊青铜像往往是分段铸造然后组装的，在被发现时，雕像被分成了三部分——头部和上躯干、下躯干和右臂。
从他柔软的侧卷发可以看出，这个人物非常年轻。与现代骑手一样，古希腊战车赛车手需要高大且体态轻盈，因此他们通常是青少年，似乎代表的是当时贵族家庭的少年。在泛希腊运动会中，往往会从光荣的贵族家庭中选出他们的车手。驾车人穿着传统的长袍（xystís），长至脚踝。宽腰带将束腰外衣收紧至腰部以上，另外两条带子则作为吊带穿过肩膀、腋下和背部交叉。这是一种叫做analavos的绑带，可以防止比赛期间衣服在风中鼓起来。束腰外衣下部的深垂直褶皱体现了驾车人的坚实姿势，这些褶皱类似于爱奥尼亚柱的凹槽。在驾车人身体的上部，褶皱是呈波浪形、对角线或弯曲的。这种服装表现上的对比也伴随着身体的对位姿势，使雕像没有表现出呆板的特征，而是看起来非常生动真实。整个雕像仿佛从坚实的双脚姿态开始逐渐向右移动，依次穿过身体，经过臀部、胸部和头部，最终到达它凝视的方向，给观众一种整体的力量感。他的双手张开握住缰绳，细长的手指与缰绳一起收紧手中的马鞭。
这座雕像描绘的并不是在激烈的战车比赛中驾车人的形象，因为在比赛中，人物的动作幅度会更大。相反的是，雕塑家惟妙惟肖地刻画出了驾车人在激烈比赛后的场景。他驾车绕场一周，平静且幸福地聆听着赛马场内山呼海啸般的掌声。他的眼神坚定，迷人的宝石眼睛唤起了古典时期希腊人们的精神和伟大。尽管取得了辉煌的胜利，但这个年轻人却没有大喊大叫，他的动作刹那却永恒。从他的动作可以看出，他整个人迸发出了一种由内而外的自信。
驾车人从头到脚都穿着衣服，这在那个时代是不同寻常的。当时的大多数运动员都会裸体参加比赛。我们可以得知，这个年轻人的地位肯定比他的主人波利扎罗斯低，奥诺尔和弗莱明推测他可能是一个不适合以裸体形态描绘的家庭奴隶，因此雕塑家给他穿上了衣服。

## 风格
从风格上来说，驾车人被归类为“古典时期早期”或“严肃时期” （参见希腊艺术），这是一个在古风时期到古典时期的过渡时期。驾车人比古风时期的青年雕像更加自然，但与古典时期后期的作品相比，它的姿势仍然较为僵化。和古风时期雕像的明显区别在于，驾车人的头向一侧微微地倾斜，这在古风时期青年雕像不曾有的。驾车人脚部的刻画极其写实，这使得它深受古希腊人的喜爱。除此之外，驾车人的嘴唇闭着，整体给人一种内向的感觉。这种表情和古风时期雕像的“古老的微笑”已经有了根本的不同。

## 在流行文化中的形象
大约在1907年，即驾车人被发现大约十年后，居住在威尼斯的西班牙艺术家兼设计师马里亚诺·福图尼·马德拉佐仿照驾车人设计了一件精美的褶皱丝绸礼服，并以雕像命名为德尔斐长袍。这些礼服被认为是20世纪初重要的时尚和艺术品2003年，这件礼服成为纽约现代艺术博物馆收藏的唯一一件时尚服装。

## 照片

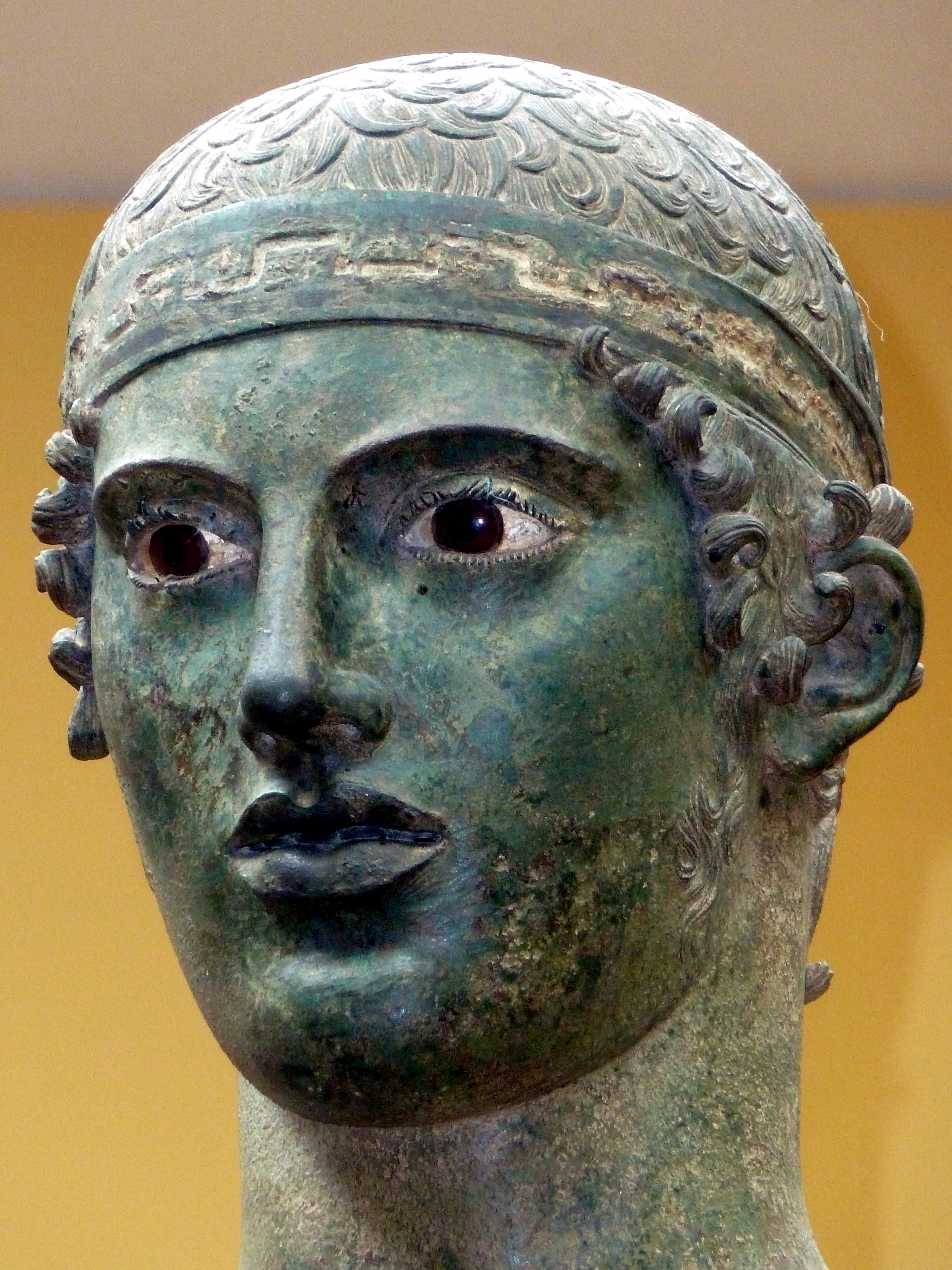
驾车人的头部特写
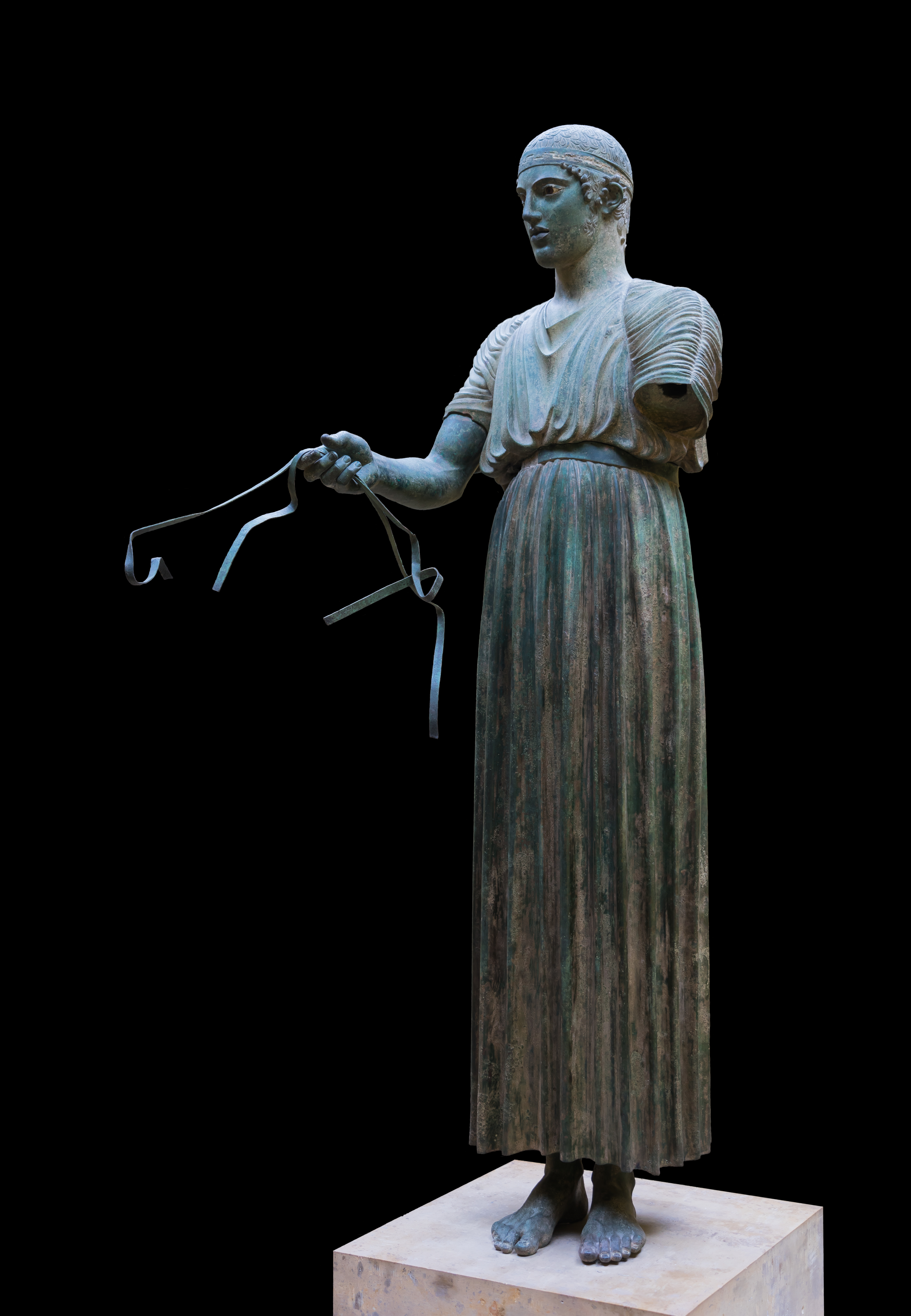
驾车人整体
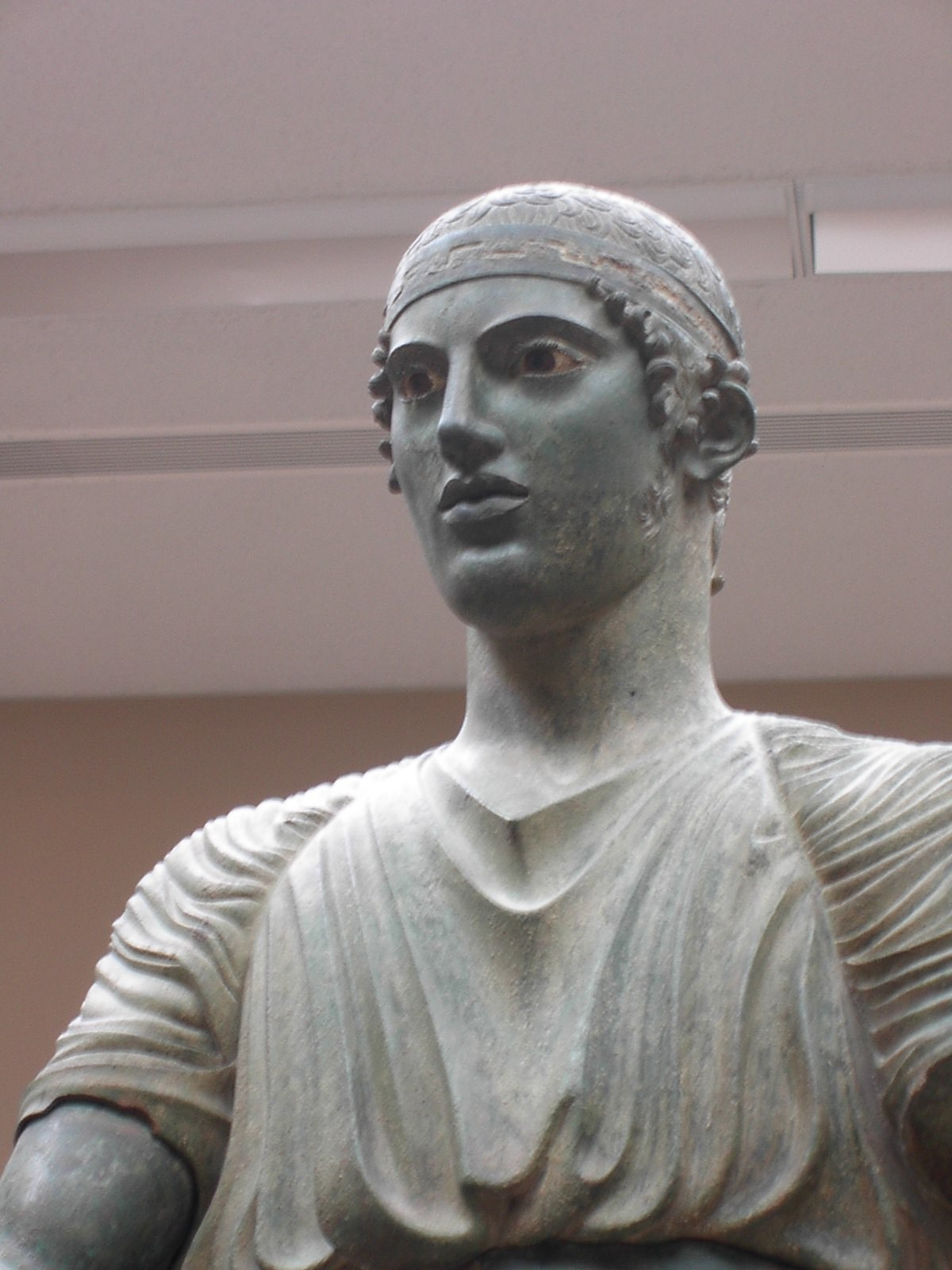
驾车人的仰视视角
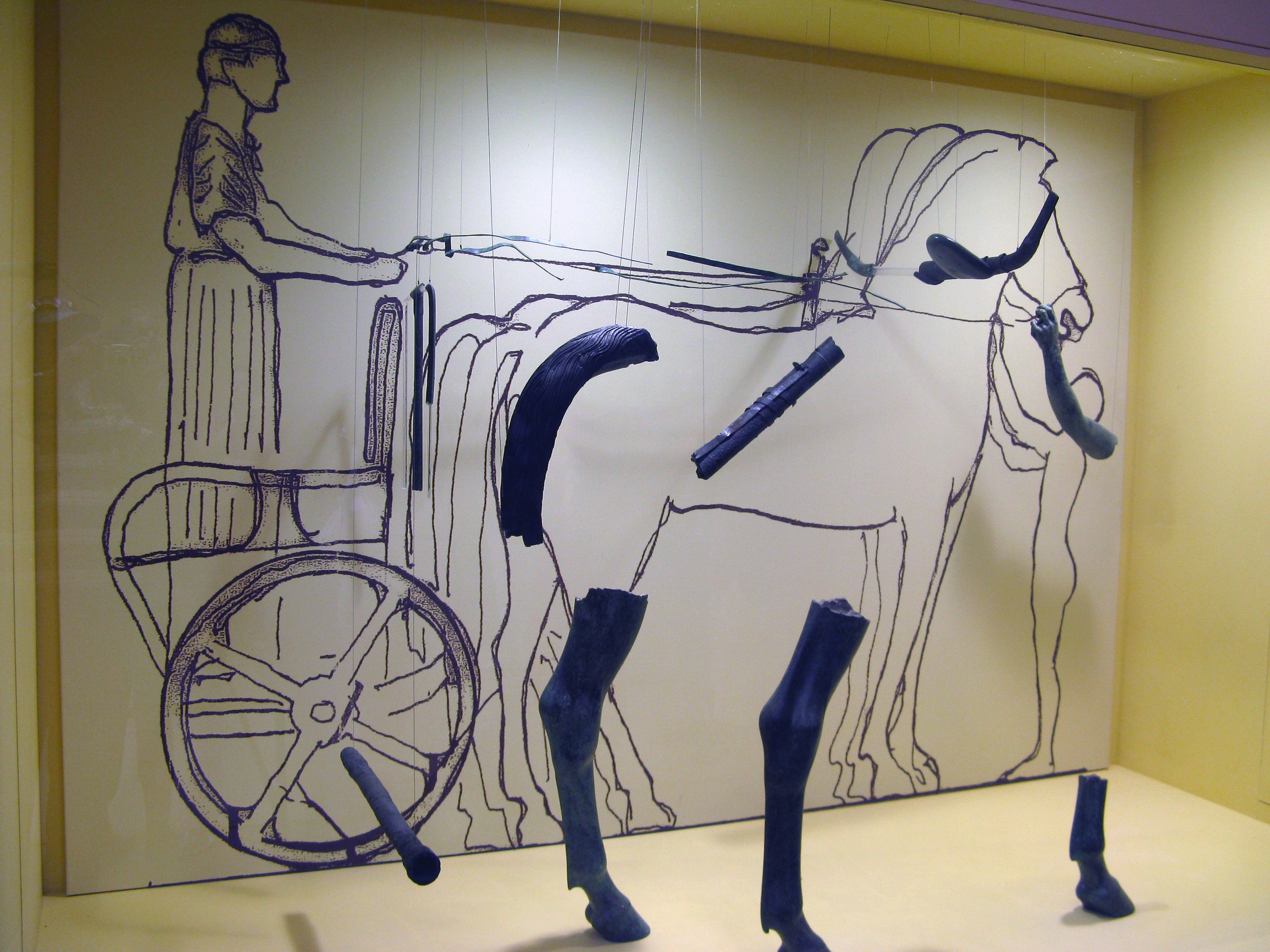
驾车人雕像目前残存的马腿和马夫的手臂
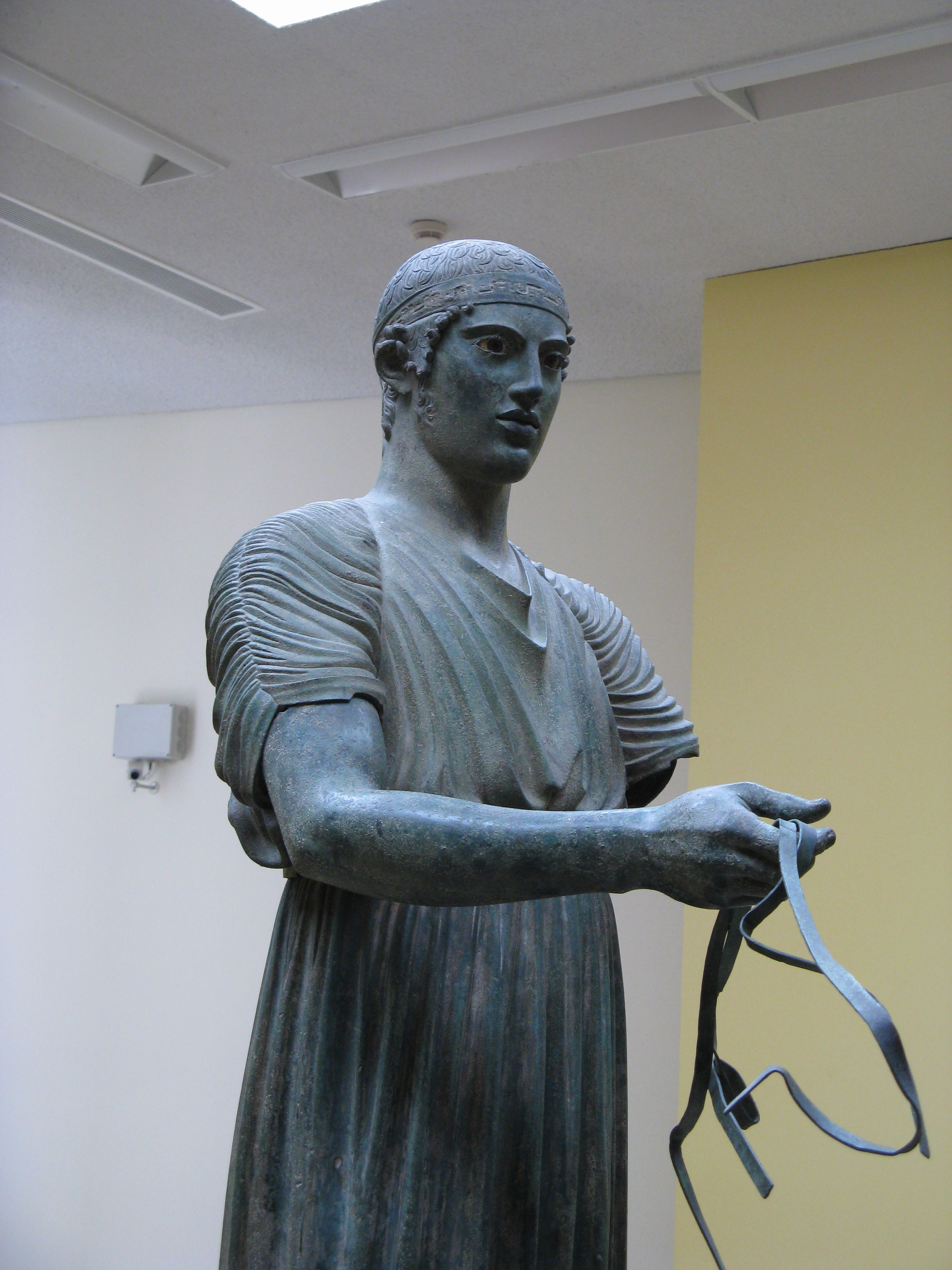
拿着缰绳的驾车人
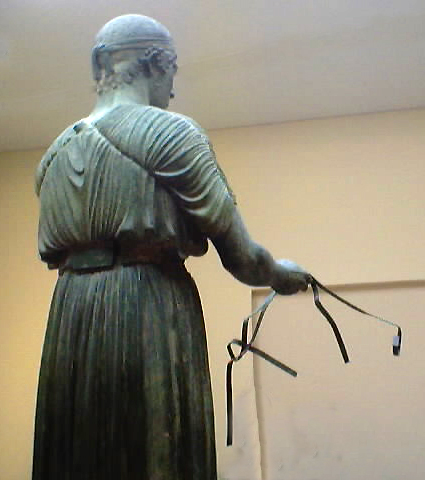
驾车人的背后视角
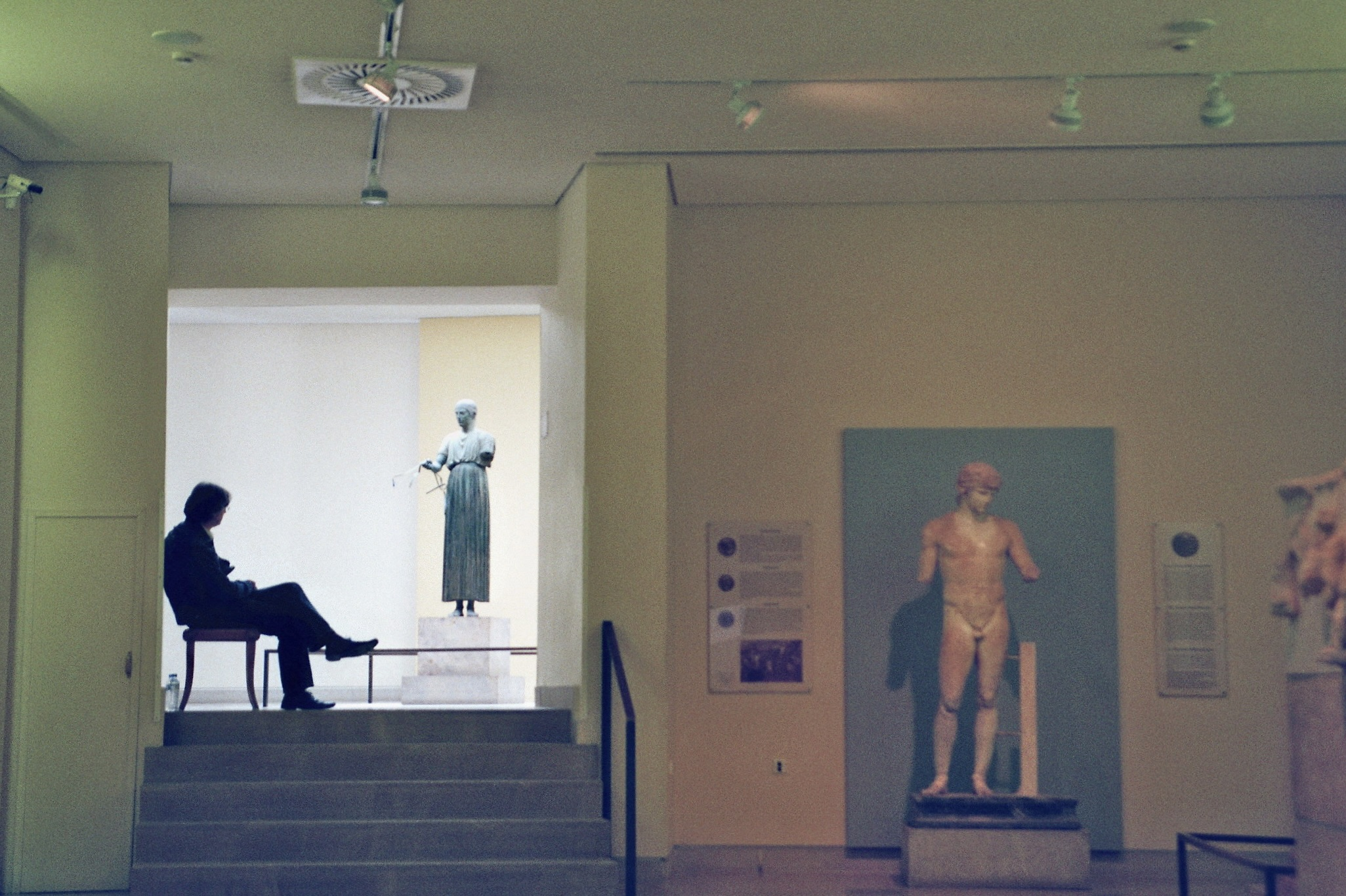
驾车人在德尔斐博物馆中的位置，照片右侧是著名的德尔斐的安提诺乌斯
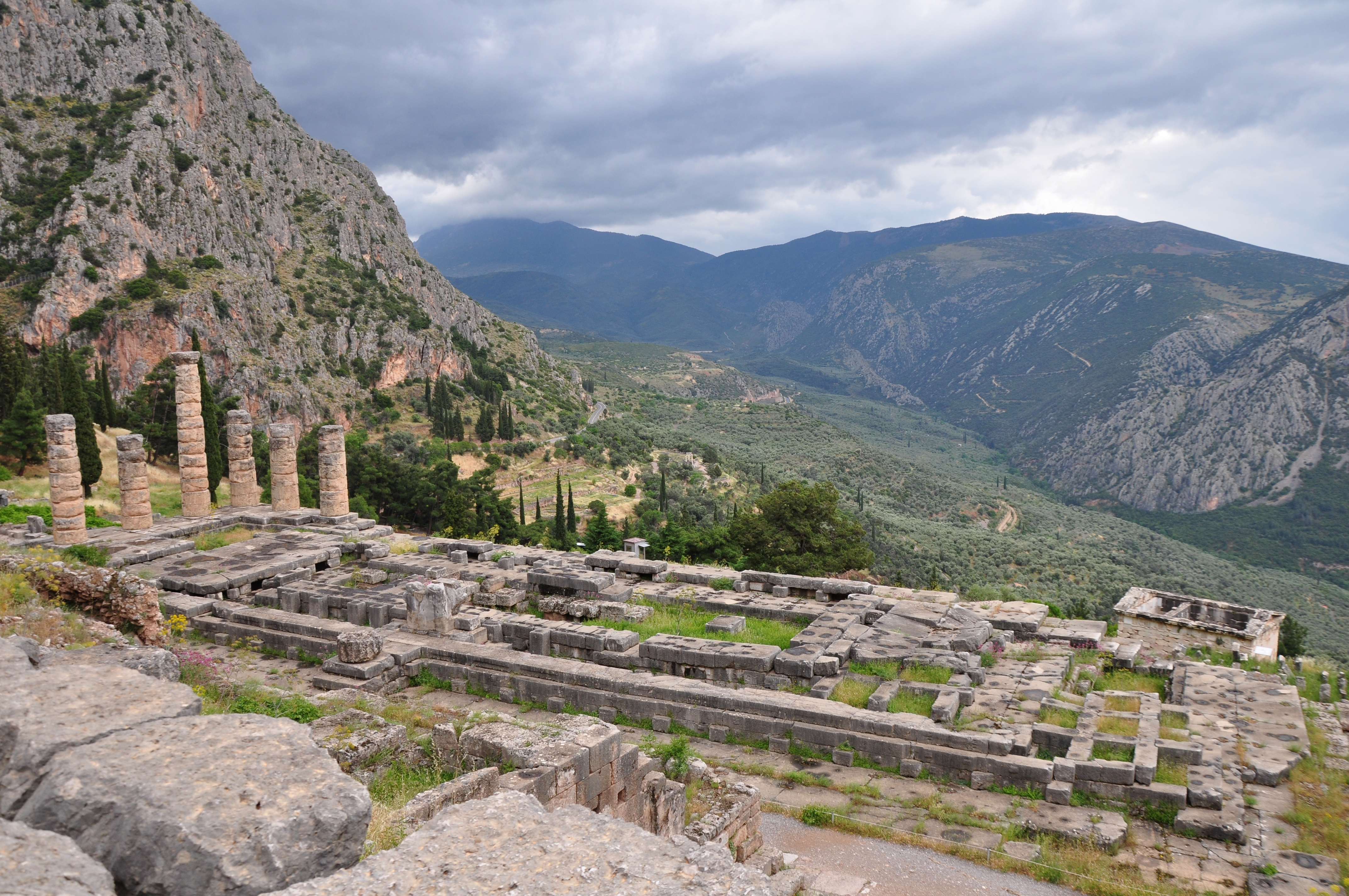
德尔斐的阿波罗神庙